# Mathis Emy4
La Emy-4 era un'autovettura di fascia media, prodotta dal 1932 al 1935 dalla casa automobilistica francese Mathis.

## Profilo
La Emy-4 fu introdotta come sostituta della Type QM, tolta di produzione proprio nel 1932. Presentata nel mese di agosto di quello stesso anno, era una vettura chiamata anche a contrastare una concorrenza sempre più agguerrita, e che solo in Francia contava vetture del calibro di Peugeot 301, Citroën 8CV e Renault Monaquatre. Un compito quindi non facile.

Durante l'arco della sua produzione, la Emy-4 conobbe alcune evoluzioni, per rinfrescare e migliorare la gamma.

La prima versione proposta al pubblico fu la Emy-4 F, disponibile tra l'altro anche come berlina normale, berlina aerodinamica e cabriolet. La vocazione poco sportiveggiante di questa prima versione era sottolineata anche dal telaio dotato di una misura di passo piuttosto lunga, cioè 2.735 m. La Emy-4 F era equipaggiata da un motore a 4 cilindri da 1445 cm³ di cilindrata. La distribuzione era a valvole laterali, come su tutte le Mathis. La potenza massima era di 30 CV. La trasmissione utilizzava una frizione monodisco a secco ed un cambio a 4 marce, con innesti silenziosi e con la possibilità di avere, a richiesta, il dispositivo di ruota libera.
Le sospensioni erano ad assale rigido, una soluzione che cominciava ad essere superata già in quegli anni, soprattutto per quanto riguardava l'avantreno.

La Emy-4 F fu sostituita alla fine del 1933 dalla Emy-4 S, d'impostazione più sportiveggiante. Nonostante ciò, però, il telaio utilizzato aveva un interasse ancor più lungo che non sulle Emy-4 F, arrivando a 2.80 metri. Questa versione fu proposta anche come spider e come coupé del tipo faux cabriolet, ossia con tetto e padiglione che riprendevano la linea della capote chiusa sulle corrispondenti versioni cabriolet. La Emy-4 S era disponibile con il motore della precedente Emy-4 F, oppure anche con un 4 cilindri da 1525 cm³ in grado di erogare 33 CV di potenza massima. Alcune voci dicono che sia esistito anche un motore più grande per la Emy-4 S, intorno agli 1.8 litri, del quale però non si sa nulla. Il resto della meccanica riprendeva quella della versione precedente, tranne che l'architettura dell'avantreno, stavolta a ruote indipendenti.

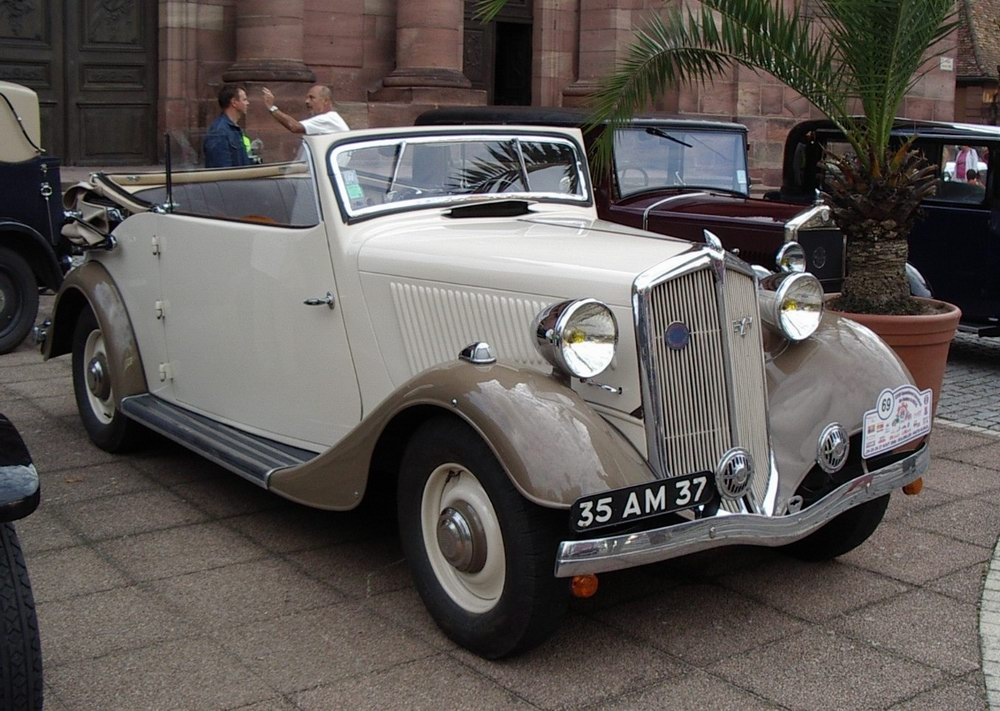
Una Emy-4 Cabriolet

Durante il 1934, fu proposta anche la Emy-4 Quadruflex, dotata di sospensioni a quattro ruote indipendenti, ed equipaggiata dai motori da 1.4 ed 1.5 litri già presenti sulla Emy-4 S. Il telaio era un'evoluzione del telaio della Emy-4 S, del quale conservava anche le misure del passo.

Alla fine del 1934, fu proposta anche l'ultima versione della Emy-4, la Légère, che utilizzava un telaio più corto, da 2.42 metri di passo, ed il motore da 1.5 litri già presente sulle Emy-4 S e sulle Quadruflex.

All'inizio del 1935, la gamma Emy-4 consisteva nella Emy-4 S e nella Légère: tali versioni subirono alcuni aggiornamenti meccanici, il più evidente dei quali fu il cambio ridotto a tre marce anziché a quattro. Inoltre, tali versioni, durante il 1935, furono prodotte con il marchio Matford, la neonata ragione sociale frutto dell'unione tra Mathis e Ford francese.

Alla fine del 1935, la Emy-4 fu tolta di produzione.